# 서연 (기업)
주식회사 서연은 대한민국의 지주회사이다.

## 역사
창업주인 고(故) 유희춘 명예회장이 1977년 고교 동창으로 당시 현대자동차 사장을 맡고 있던 고 정세영 회장의 권유로 한일이화(현 서연이화)를 인수하며 직접 경영을 시작하였고 서연이화는 포니의 내장품 납품을 계기로 현대차그룹의 핵심 벤더사로 성장하였으며 유 명예회장은 현대가(家)와 두터운 인연을 맺어왔다.

## 논란
- 유 명예회장은 회삿돈을 빼내 74억원의 비자금을 조성한 뒤 개인 용도로 쓰고, 국세청 직원에게도 세무조사 무마용으로 2억원의 뇌물을 제공한 혐의가 드러나 구속되었고 2010년 서연이화의 중국 내 우량 자회사를 자신의 개인회사에 헐값으로 팔았다가, 2013년 1700억여원의 배임과 탈세 혐의로 기소되었다.[3] 1심에서는 핵심 혐의 모두 유죄가 선고난 후 우병우가 유 대표의 형사사건을 수임한 후 항소심에서 무죄를 받았다[4]
- 한일이화는 2010년 중국 계열사의 지분 58%를 매각금액 255억원에 두양산업(옛 일광산업)에 넘기자 소액주주들은 계열사의 가치가 780억원에서 4000억원에 이른다고 주장하며 소송을 제기하자 유 회장이 두양산업 전부를 한일이화에 증여하였다[5]